# ʻ
Cette page contient des caractères spéciaux ou non latins. S’ils s’affichent mal (▯, ?, etc.), consultez la page d’aide Unicode.
L’apostrophe culbutée, aussi appelée virgule culbutée, est une lettre latine additionnelle utilisée en hawaïen, māori des îles Cook, rotuman, samoan, tongien et wallisien, et utilisée dans certains digrammes en ouzbek. Elle est aussi utilisée  comme alternative au demi-rond gauche supérieur ‹ ʿ › dans des translittérations de langues sémitiques comme l’hébreu (lettre ʿayin) ou l’arabe (lettre ʿayn). La lettre okina, utilisée dans plusieurs langues polynésiennes, est souvent représentée avec le même caractère que l’apostrophe culbutée notamment en hawaïen et en tongien. Elle a la hauteur de l’apostrophe et n’est pas à confondre avec le signe de ponctuation virgule culbutée ‹ ⸲ › qui a la même hauteur que la virgule et était utilisée dans le système de transcription phonétique Paleotype.

## Utilisation
En gbari, l’apostrophe culbutée est utilisé pour l’élision du préfixe e- dans certains noms composés.

## Représentations informatiques
| formes     | représentations | chaînes de caractères | points de code | descriptions                         |
| ---------- | --------------- | --------------------- | -------------- | ------------------------------------ |
| unicaméral | ‘               | ‘                     | U+2018         | Guillemet-apostrophe culbuté         |
| unicaméral | ʻ               | ʻ                     | U+02BB         | lettre modificative virgule culbutée |

## Voir
- Okina